# Territoris annexionats per l'Alemanya nazi

Foren diversos els territoris annexionats per l'Alemanya nazi, tant abans com durant el curs de la II Guerra Mundial

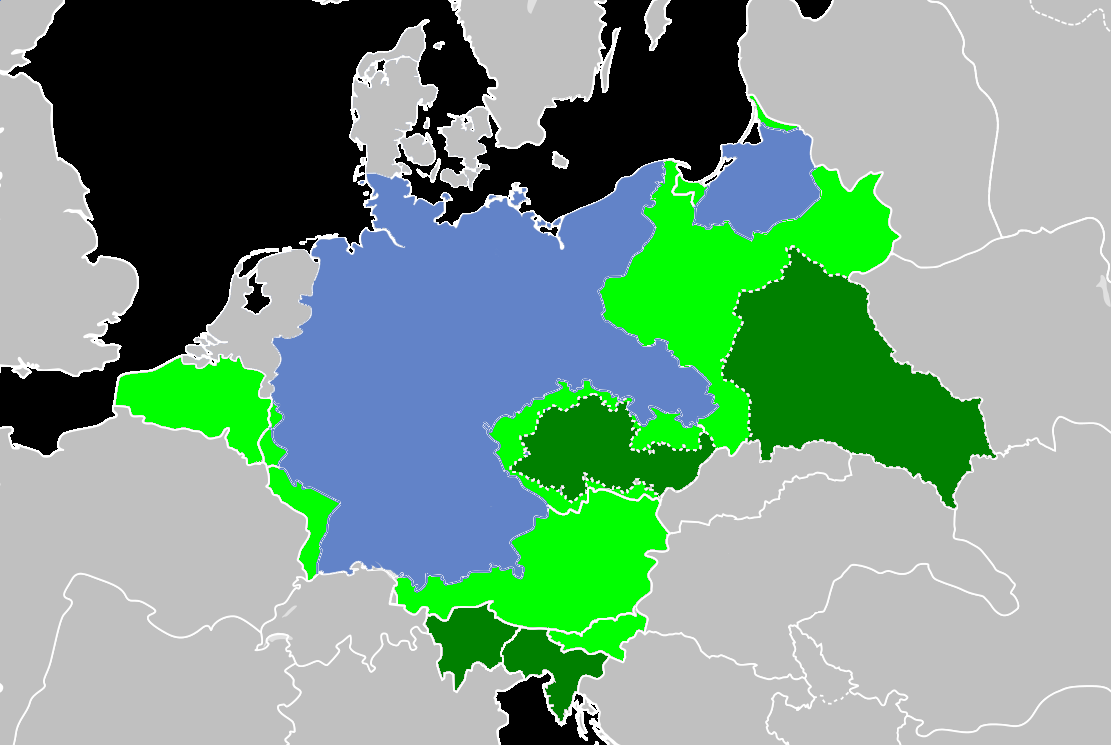
En el sentit de les agulles del rellotge: des del nord, Memel, Danzig, territoris polonesos, Govern General, Sudetenland, Bohèmia-Moràvia, Ostmark (Anschluss), Eslovènia Del nord, littoral adriàtic, Zona dels Prealps, Alsàcia-Lorena, Luxemburg, Eupen-Malmédy, Wallonia, Flandes, Nord-Pas-de-Calais i Brussel·les

## Territoris totalment annexionats

L'Europa ocupada per Alemanya en el moment de màxima expansió de l'Eix el 1942.

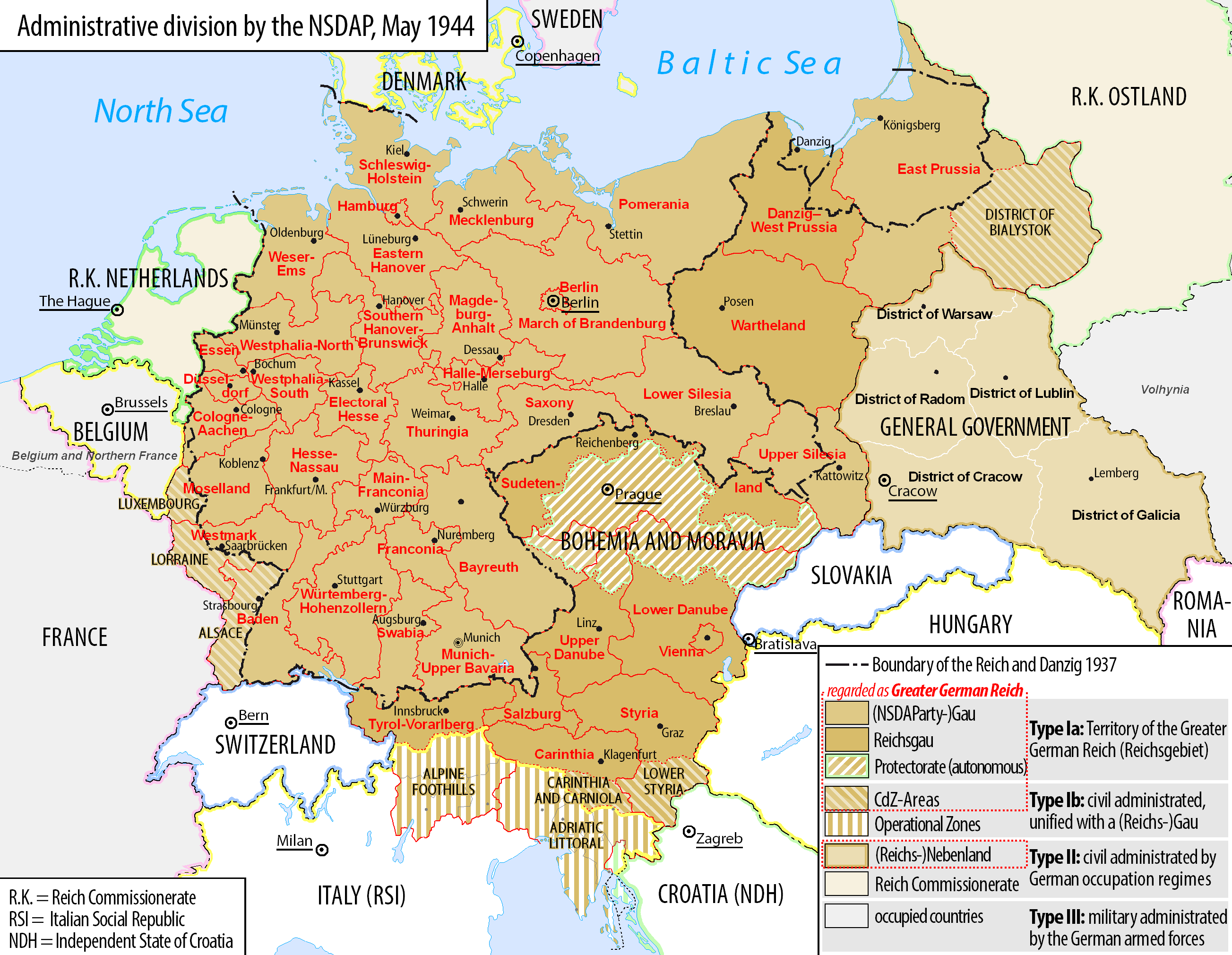
Gaue, Reichsgaue i altres Divisions administratives de l'Alemanya nazi el maig del 1944.

Els territoris que tot seguit s'esmenten foren aquells que s'annexionarien pròpiament al III Reich.
1. El Territori de Memel (Memelland o Memelgebiet), al nord el riu Niemen, incloent-hi la ciutat de Klaipeda (aleshores anomenada Memel, en alemany). La regió fou administrada per la Societat de Nacions d'acord amb el Tractat de Versalles però fou annexionada per la força a Lituània el 1923. El març del 1939, passà de nou a sobirania alemanya.
2. La Ciutat Lliure de Danzig (Freie Stadt Danzig), en l'actualitat Gdańsk, fou ocupada per l'exèrcit alemany el 2 de setembre de 1939 i poc després, el 8 d'octubre, incorporada al nou Reichsgau de Danzig-Prússa Oriental. Establerta com a "ciutat lliure" pel Tractat de Versalles, era un territori autònom sota el control de la Societat de Nacions, tot i que la majoria de la seva població era alemanya. Ja abans havia esdevingut una república independent per decisió de Napoleó el 1807 (en realitat, un estat titella de l'Imperi Napoleònic), després de la seva victòria sobre Prússia arran de la batalla de Jena. Durant el període d'entreguerres, fou un territori en disputa entre Alemanya i Polònia, tensió que, explotada pels nazis, culminaria amb la "crisi de Danzig", que donaria lloc a la invasió alemanya de Polònia l'1 de setembre del 1939 i, en conseqüència, a la Segona Guerra Mundial.
3. Els Territoris Orientals Incorporats (Eingegliederte Ostgebiete), inicialment sota administració militar fins que per dos decrets del 8 i 12 d'octubre del 1939 són annexionats al III Reich d'acord amb la "quarta" partició de Polònia, acordada per Alemanya i la Unió Soviètica en els protocols secrets del pacte Mólotov-Ribbentrop d'agost del 1939. Després de la invasió alemanya de la URSS el 1941, algunes parts de la Polònia oriental passaren a sobirania de la Unió Soviètica.
4. El Sudetenland, l'octubre 1938, extret de la Txecoslovàquia d'entreguerres. Era un territori fronterer amb Alemanya i Aústria, predominantment germanòfon, que passà a Txecoslovàquia d'acord amb la conferència de Pau de París del 1919. Les demandes d'Adolf Hitler per la seva autonomia o la seva incorporació a Alemanya varen donar lloc el 1938 a la crisi dels Sudets, que per uns moments va situar Europa de bell nou al llindar d'una nova guerra. Finalment, d'acord amb la Conferència de Múnic del mateix any, els Sudets passaven a formar part d'Alemanya, de la mateixa manera que es permetia que Polònia i Hongria també se'n beneficiessin amb petits guanys territorials.
5. Àustria (Österreich), segons l'Anschluss de març del 1938, quan s'incorpora al Tercer Reich com a Ostmark, violant tant el Tractat de Versalles com el del Trianon, que explícitament prohibien la unió austríaca amb Alemanya.
6. Eslovènia del nord (Nordslowenien), l'abril del 1941 tot seguint la invasió de Iugoslàvia. Part de la Cisleithania (la part austríaca de l'Imperi Austrohongarès) abans de la Primera Guerra Mundial.
7. Alsàcia-Lorena (Elsaß-Lothringen), regions annexionades el 1871 per Alemanya com a resultat de la Guerra francoprussiana. El 1918 tornaren a França, i tornaren a ser annexionades per Alemanya el 22 de juny del 1940 com un dels termes de l'Armistici de Compiègne. Mosella i Alsàcia formarien part, respectivament, del Gau Westmark i del del "Rin Superior" (Reichsgau Oberrhein).
8. Luxemburg, l'agost del 1942. El Gran Ducat devia la seva independència al fet que fins al 1867 (quan se signà el Tractat de Londres) formava part d'una unió personal amb el Regne dels Països Baixos, alhora que era part de la Confederació Germànica i del Sacre Imperi Romanogermànic. Es fusionà amb el Gau de Koblenz-Trier per tal de formar el Gau de Moselland.
9. Eupen-Malmedy, el juny del 1940, quan aquesta zona de Bèlgica majoritàriament germanòfona fou incorporada al Gau de Colònia-Aquisgrà (Köln-Aachen Gau). Havia format part del Regne dels Països Baixos fins que el Congrés de Viena del 1815 l'incorporà a la Confederació del Rin i després al II Reich. El 1920, d'acord amb el Tractat de Versalles passava a formar part de Bèlgica, a la qual pertany avui en dia.
10. Bèlgica (Belgien) i França del nord (Nordfrankreich), només de iure des de desembre del 1944, ja que aquests països ja havien estat alliberats pels Aliats el setembre del 1944. La zona havia estat sota ocupació militar alemanya entre el 1940 i el 1944 dins l'Administració Militar de Bèlgica i el nord de França, que comprenia la major part de Bèlgica (excepte Eupen-Malmedy) i els dos departaments francesos de Nord i Pas-de-Calais. Abans, el juliol del 1944, ja havia estat governat molt breument per una administració civil, el Reichskommissariat de Bèlgica - Nord de França. Teòricament, el territori annexionat es dividia en tres Reichsgaue: el de Flandes, el de Valònia i el de Brussel·les. Una part de Valònia va tornar a estar sota ocupació alemanya entre el desembre del 1994 i el gener del 1945, durant la batalla de les Ardenes.

## Territoris parcialment incorporats
Els territoris que s'esmenten tot seguit foren parcialment incorporats a l'anomenat  Gran Reich alemany.
1. El Govern General (Generalgouvernement) establert pel decret del 26 d'octubre del 1939 sota l'autoritat del governador Hans Frank. Prèviament, l'antiga Polònia havia estat dividida en tres zones: les regions annexionades directament al III Reich (Poznań, Danzig, Katowice i Varsòvia), les orientals ocupades per la Unió Soviètica i finalment un territori sota administració civil amb el nom de Generalgouvernement für die besetzten polnischen Gebiete ("Govern General per als Territoris Polonesos Ocupats"). El 1941, després de la invasió alemanya de la Unió Soviètica, se l'hi afegí la Galítsia Oriental, que havia format part de l'Imperi Austrohongarès des de la Primera partició de Polònia el 1772.
2. El Protectorat de Bohèmia i Moràvia (Protektorat Böhmen und Mähren), proclamat el 16 de març del 1939 quan Hitler trencà la promesa feta a la Conferència de Múnic de respectar la independència de Txecoslovàquia i ocupà la meitat occidental d'aquell país (la que correspon a Txèquia). Tot i que oficialment era un protectorat sota l'administració d'un "Protector del Reich" (que supervisava un teòric govern txec, però que en la pràctica tenia tot el poder), en realitat era una annexió de facto.[1] Per la seva banda, Eslovàquia es convertia en un estat independent sota l'òrbita de l'Alemanya nazi.
3. La Zona d'Operacions del Litoral Adriàtic (Operationszone Adriatisches Küstenland, "OZAK") va ser establerta el 10 de setembre de 1943, dos dies després que Itàlia, el principal soci de l'Eix, hagués signat l'Armistici de Cassibile amb els Aliats. Com a reacció, els alemanys van implementar la Operació Achse ("Eix"), consistent en crear amb el nord d'Itàlia i diverses possessions italianes als Balcans la República Social Italiana com un nou estat feixista. Per això es van utilitzar els territoris eslovens que Itàlia havia pres a Iugoslàvia el 1941 juntament amb les regions de Friuli i Istria, inclosa la ciutat de Trieste, que havien estat cedides a Itàlia per l'Imperi del Habsburg el 1920. Tot i que no formalment annexionats, aquests territoris van ser administrats com a part de la Reichsgau Kärnten (Caríntia).[2]
4. La Zona d'Operacions dels Prealps (Operationszone Alpenvorland, "OZAV"), establerta com l'OZAK el 10 de setembre de 1943 amb les províncies italianes de Trentino i Südtirol, amb una població predominantment alemanya, i que havien estat cedides a Itàlia el 1920, i també la província de Belluno, aquesta zona fou administrada com a part de la Reichsgau Tirol-Voralberg.

## Annexions planejades
Segons l'Ordre Nou nazi, es considerava que altres territoris tard o d'hora serien annexionats a la futura "Gran Alemanya". Entre ells figuraven el nord de Slesvig (Dinamarca), la Suïssa de parla alemanya o el territori nord-oriental de França, que es planejava com a zona de repoblació germànica en un Gau o Reichskomissariat de nova creació centrat entorn de la regió de la Borgonya.
Els Reichskommissariats orientals de les vastes zones d'Ucraïna i Rússia eren també pretesos per la seva integració futura en aquella hipotètica "Gran Alemanya", amb plans específics de genocidi de la població eslava existent i la seva futura repoblació per alemanys (el Generalplan Ost o GPO), que es pensava fins al riu Volga i més enllà dels Urals. En aquest cas, coincidirien en la zona d'influència japonesa en el supòsit d'una victòria militar de les potències de l'Eix. Aquests plans eren de gran interès en la ideologia nacionalsocialista que considerava imprescindible un "espai vital" o Lebensraum per a la supervivència d'Alemanya en el que els nazis anomenaven l'Expansió cap a l'Est (Drang nach Osten).

També es va plantejar una futura annexió del nord-est d'Itàlia, incloent-hi tant la Zona d'Operacions del Litoral adriàtic com la Zona d'Operacions dels Prealps i també la regió de Venècia. Goebbels va anar més lluny tot suggerint prendre el control de la Llombardia: 
| « | Allò que una vegada fou possessió austríaca ha de tornar a les nostres mans. Els italians, per la seva infidelitat i traïció, han perdut qualsevol dret a reclamar un estat nacional del tipus modern. — Joseph Goebbels, setembre de 1943 | » |

A la llarga, es pretenia l'annexió total del nord d'Itàlia com una manera de recuperar l'antic Sacre Imperi Romanogermànic.